# Dela starejšega slovenskega slovstva
Dela starejšega slovenskega slovstva je podzbirka zbirke Zbrana dela slovenskih pesnikov in pisateljev, ki obsega dela starejšega slovenskega slovstva (od srednjega veka do 19. stoletja). Nastaja pod okriljem Inštituta za slovensko literaturo in literarne vede ZRC SAZU od leta 2016, njen glavni urednik pa je Matija Ogrin, ki jo je zasnoval.

## Pregled zbirke
| Naslov |  | Urednik                     | Izdano | Cobiss   |
| --- |  | --------------------------- | ------ | -------- |
| Kapelski pasijon: komedija od Kristusoviga trplinja, katiro so nekidej na te veliki četrtek inu na te velikonočni pondelek v Kapli špilali                                  |  | Matija Ogrin in Erich Prunč | 2016   | (COBISS) |
| Gorske bukve 1582 : Gornih bukvi od krajlove svetlosti ofen inu potrjen general inu privilegium. Iz nov v slavenski jezik iztulmačan skuzi Andreja Recla, farmostra na Raki |  | Alenka Jelovšek             | 2021   | (COBISS) |

- Tretji zvezek: Poljanski rokopis – Jezusovo življenje. Editio princeps – znanstvenokritična izdaja (uredila Matija Ogrin in Andrejka Žejn, 2025)[1]

1. ↑  »Znanstvenokritična izdaja Poljanskega rokopisa«. isllv.zrc-sazu.si. Pridobljeno 28. marca 2025.

- Četrti zvezek: znanstvenokritična izdaja drame Janeza Ludvika Schönlebna Haeresis fulminata – Strela udari krivoverca (uredila Monika Deželak Trojar in Brane Senegačnik, 2025)[1]

1. ↑  »Znanstvenokritična izdaja drame Janeza Ludvika Schönlebna Haeresis fulminata – Strela udari krivoverca«. isllv.zrc-sazu.si. Pridobljeno 4. aprila 2025.